# Здание бывшей женской гимназии основанной княгиней Натальей Дадиани
Здание бывшей женской гимназии основанной княгиней Натальей Дадиани (рум. Clădirea fostului gimnaziu pentru fete fondat de principesa N. G. Dadiani) является памятником архитектуры национального значения, расположенным на улице 31 августа 1989, 115 в Кишиневе, в настоящее время штаб-квартира Национального музея изобразительных искусств Молдовы.

## Описание
Здание включено в Реестр памятников истории и культуры муниципия Кишинев, составленный Академией наук как памятник архитектуры и истории национального значения. Он был построен в стиле эклектики, с источником под влиянием флорентийской готики.
2,5-этажное здание было построено в 1901 году по проекту Александра Бернардацци. До этого на этом месте располагалась недвижимость, состоящая из старинных построек, которую статский советник Митрофан Пуришкевич продал Совету женской гимназии по поручению Натальи Дадиани. Дадиани возглавлял учреждение до своей смерти в 1903 году. Здание служило штаб-квартирой этой гимназии до Второй мировой войны, когда верхняя часть была повреждена. До 1964 года он входил в состав ЦК КПСС, после чего становится Дворцом пионеров и школьников, а в левом крыле размещается Республиканское общество «Наука». В 1976 году внутри здания был устроен Музей истории Коммунистической партии Молдовы. Чтобы расширить выставочное пространство, справа от здания было построено двухуровневое крыло, симметричное левому, как по расположению, так и по архитектуре. Сегодня в здании находится Национальный музей изобразительных искусств.

## Восстановление
Осенью 2014 года администрация музея получила пожертвование в размере 1 миллиона евро от правительства Румынии, деньги, предназначенные для реставрации здания. Крайний срок проекта был первоначально в конце 2015 года. Работы были завершены осенью 2016 года, и музей вновь открылся 4 ноября того же года

## Галерея

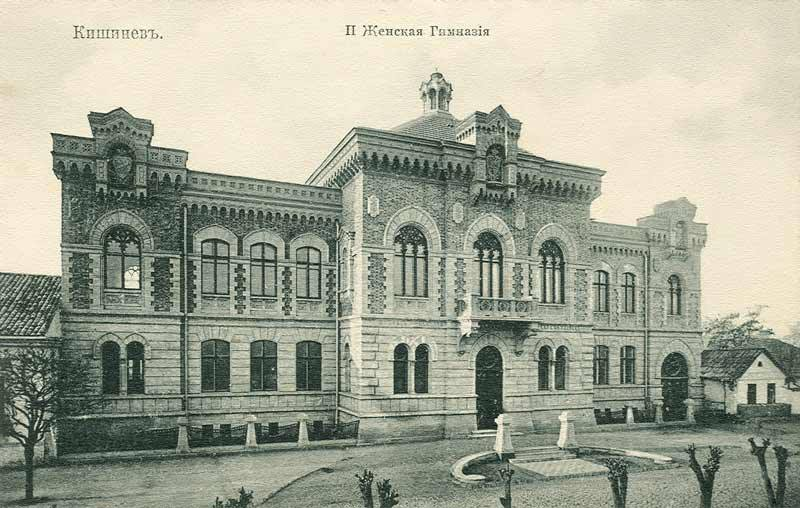
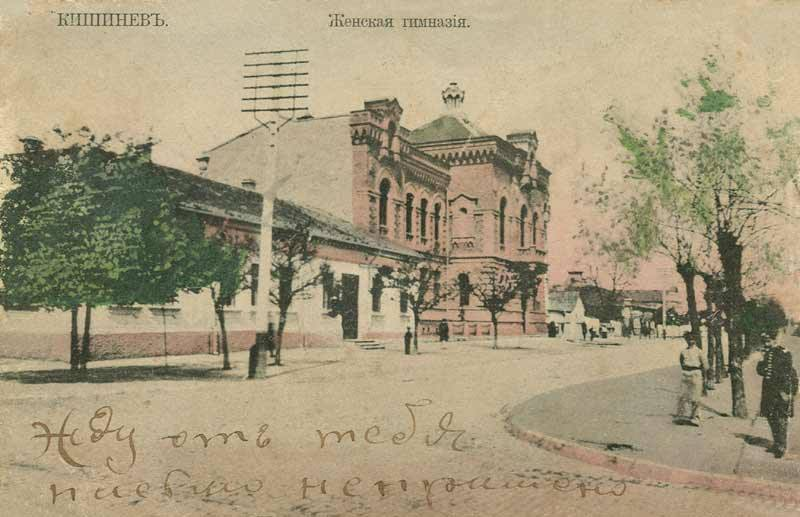
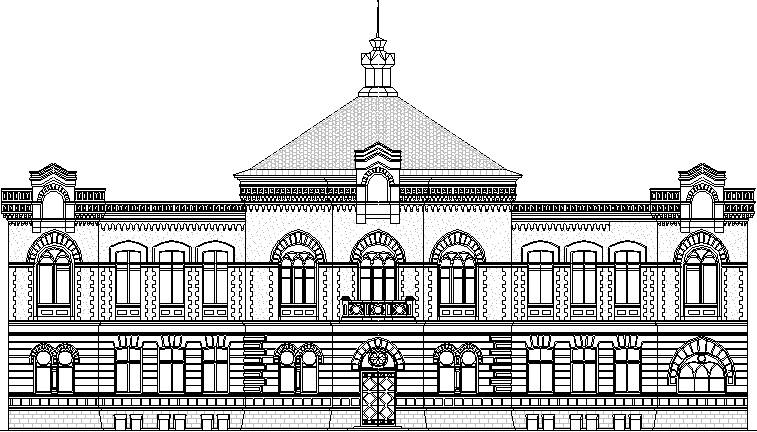